# Cryptocarya gigantocarpa
Cryptocarya gigantocarpa är en lagerväxtart som beskrevs av André Joseph Guillaume Henri Kostermans. Cryptocarya gigantocarpa ingår i släktet Cryptocarya och familjen lagerväxter. Inga underarter finns listade i Catalogue of Life.